# Indian Remote Sensing satellite

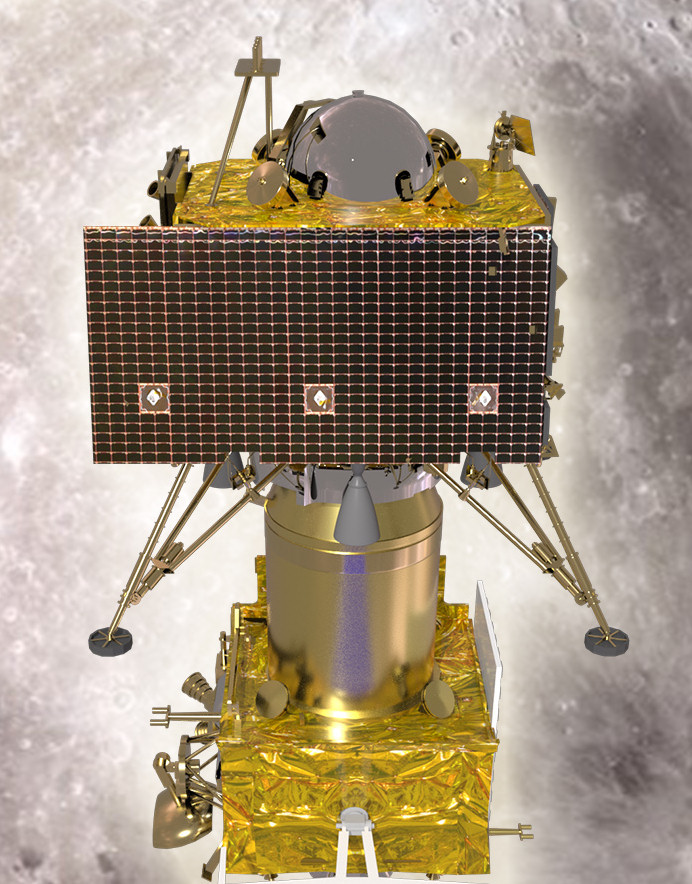
Sonde scientifique Chandrayaan-2, lancée le 22 juillet 2019 (vue d'artiste).

Les satellites Indian Remote Sensing (IRS) regroupe l'ensemble des satellites d'observation de la Terre lancés et exploités par l’ISRO, l’agence spatiale indienne. Le premier exemplaire a été placé en orbite en 1988.

## Système IRS
À la suite du succès des deux satellites Bhaskara lancés respectés en 1979 et 1981 et destinés à acquérir la maitrise de type d'engin, l'Inde a commencé à développer son propre programme de satellites de télédétection avec comme objectif d'aider l'économie nationale dans les domaines de l'agriculture, de la gestion des ressources en eau, de la sylviculture, de l'écologie, des pêcheries et de la gestion de la bande littorale. À cette fin, l'Inde a créé le National Remote Sensing Centre (en) (NNRMS) (Système de gestion des ressources naturelles nationales) rattaché au Department of Space (en) (DOS) et chargé de la conception des satellites de la récupération des données collectées par les satellites IRS et de leur redistribution aux différents utilisateurs.
L'apparition de satellites dotés de résolution élevée a créé de nouvelles applications dans le domaine de l'urbanisme et de la planification de la construction des infrastructures. Le système comporte, depuis le lancement de CARTOSAT-2A, 8 satellites en opération : IRS-1D (en), OCEANSAT-1, Technology Experiment Satellite (TES), RESOURCESAT-1, Cartosat-1, Cartosat-2, Cartosat-2A et IMS-1 (en). Tous ces satellites sont placés en orbite héliosynchrone.

## Historique des lancements
Les premières versions des satellites IRS sont préfixées par 1 (A, B, C, D), les satellites suivants prennent le nom de l'application à laquelle ils sont destinés : Oceansat, CartoSat, ResourceSat. Certains satellites utilisent un autre type d'appellation reposant sur l'ordre de lancement et le lanceur (P pour le PSLV).
| No                  | Satellite       | Identifiant IRS | Date de lancement | Lanceur          | Charge utile                                                       | Masse   | Orbite                  | Identifiant COSPAR                                 | Statut                                                   |
| ------------------- | --------------- | --------------- | ----------------- | ---------------- | ------------------------------------------------------------------ | ------- | ----------------------- | -------------------------------------------------- | -------------------------------------------------------- |
| 1                   | IRS-1A (en)     |                 | 17 mars 1988      | Vostok-2M URSS   |                                                                    | 975 kg  | 894 km × 912 km, 98,8°  | 1988-021A                                          | Mission achevée                                          |
| 2                   | IRS-1B (en)     |                 | 29 août 1991      | Vostok-2M, URSS  |                                                                    | 980 kg  | 890 km × 917 km, 99,1°  | 1991-061A                                          | Mission achevée                                          |
| 3                   | IRS-1E (en)     | IRS P1          | 20 septembre 1993 | PSLV-G           |                                                                    | 846 kg  |                         | Perdu à la suite d'une défaillance du lanceur PSLV |                                                          |
| 4                   | IRS-P2 (en)     | IRS P2          | 15 octobre 1994   | PSLV-G           |                                                                    | 804 kg  | 818 km × 820 km, 98,7°  | 1994-068A                                          | Mission achevée                                          |
| 5                   | IRS-1C (en)     |                 | 28 décembre 1995  | Molnia-M, Russie |                                                                    | 1250 kg | 805 km × 817 km, 98,6°  | 1995-072A                                          | Mission achevée                                          |
| 6                   | IRS-P3 (en)     | IRS P3          | 21 mars 1996      | PSLV-G           |                                                                    | 930 kg  | 818 km × 821 km, 98,8°  | 1996-017A                                          | Mission achevée                                          |
| 7                   | IRS-1D (en)     |                 | 29 septembre 1997 | PSLV-G           |                                                                    | 1250 kg | 737 km × 827 km, 98,6°  | 1997-057A                                          | Mission achevée                                          |
| 8                   | Oceansat-1      | IRS P4          | 27 mai 1999       | PSLV-G           | Caméra multi-spectrale, radiomètre micro-onde                      | 1036 kg | 716 km x 738 km, 98,4°  | 1999-029C                                          | Mission achevée                                          |
| 9                   | TES             |                 | 22 octobre 2001   | PSLV-G           | Démonstrateur technologique                                        | 1108 kg | 550 km × 579 km, 97,8°  | 2001-049A                                          | En service                                               |
| 10                  | Resourcesat-1   | IRS P6          | 17 octobre 2003   | PSLV-G           | Caméra multi-spectrale                                             | 1360 kg | 816 km x 813 km, 98,8°  | 2003-046A                                          | En service                                               |
| 11                  | Cartosat-1      | IRS P5          | 5 mai 2005        | PSLV-G           |                                                                    | 1560 kg | 632 km × 621 km, 98,87° | 2005-017A                                          | En service                                               |
| 12                  | Cartosat-2      | IRS P7          | 10 janvier 2007   | PSLV-G           |                                                                    | 650 kg  | 630 km × 630 km, 97.9°  | 2007-001B                                          | En service                                               |
| 13                  | Cartosat-2A     |                 | 28 avril 2008     | PSLV-CA          |                                                                    | 690 kg  | 630 km × 630 km, 97,9°  | 2008-021A                                          | En service                                               |
| 14                  | IMS-1 (en)      |                 | 28 avril 2008     | PSLV-CA          |                                                                    | 83 kg   | 630 km × 630 km, 97,9°  | 2008-021D                                          | En service                                               |
| 15                  | RISAT-2         |                 | 20 avril 2009     | PSLV-CA          | Radar à synthèse d'ouverture en bande X                            | 300 kg  | 400 km × 552 km, 41.21° | 2012-017A                                          | En service, charge utile fourni par IAI (Israel)         |
| 16                  | Oceansat-2      |                 | 23 septembre 2009 | PSLV-G           | Caméra multi-spectrale, scatteromètre                              | 952 kg  | 715 km × 724 km, 98.34° | 2009-051A                                          | En service                                               |
| 17                  | Cartosat-2B     |                 | 12 juillet 2010   | PSLV-CA          | Imageur avec résolution spatiale < 1 mètre                         | 694 kg  | 630 km × 630 km, 97.9°  | 2010-035A                                          | En service                                               |
| 18                  | Resourcesat-2   |                 | 20 avril 2011     | PSLV-G           | Trois imageurs multi-spectraux                                     | 1206 kg | 821 km × 823 km, 98.78° | 2011-015A                                          | En service                                               |
| 19                  | Megha-Tropiques |                 | 12 octobre 2011   | PSLV-CA          | Étude de l'atmosphère tropicale                                    | 1000 kg | 867 km × 867 km, 20°    | 2011-058AA                                         | En service, satellite franco-indien                      |
| 20                  | RISAT-1         |                 | 26 avril 2012     | PSLV-XL          | Radar à synthèse d'ouverture en bande X                            | 1858 kg | 609 km × 609 km, 96°    | 2012-017A                                          | En service                                               |
| 21                  | SARAL           |                 | 25 février 2013   | PSLV-CA          | Mesure du niveau des mers, des vagues, du vent                     | 346 kg  | 800 km                  | 2013-009A                                          | En service, satellite franco-indien                      |
| 22                  | Cartosat-2C     |                 | 22 juin 2016      | PSLV-XL          | Imageur avec résolution spatiale < 1 mètre                         | 727 kg  | 505 km × 505 km, 97.9°  | 2016-040A                                          | En service                                               |
| 23                  | SCATSAT-1       |                 | 28 septembre 2016 | PSLV-G           | Scatteromètre                                                      | 377 kg  | 718 km × 733 km, 98.1°  | 2016-059H                                          | En service, assure la continuité de service d'Oceansat-2 |
| 24                  | Resourcesat-2A  |                 | 7 décembre 2016   | PSLV             | Trois imageurs multi-spectraux                                     | 1235 kg |                         | 2016-074A                                          | En service                                               |
| 25                  | Cartosat-2D     |                 | 15 février 2017   | PSLV-XL          | Imageur avec résolution spatiale < 1 mètre                         | 714 kg  | 491 km × 508 km, 97.51° | 2017-008A                                          | En service                                               |
| 26                  | Cartosat-2E     |                 | 23 juin 2017      | PSLV-XL          | Imageur avec résolution spatiale < 1 mètre                         | ~714 kg | 497 km × 518 km, 97.5°  | 2017-036C                                          | En service                                               |
| 27                  | Cartosat-2F     |                 | 12 janvier 2018   | PSLV-XL          | Imageur avec résolution spatiale < 1 mètre                         | ~714 kg | 495 km × 510 km, 97.56° | 2018-004A                                          | En service                                               |
| 28                  | RISAT-2B (en)   |                 | 22 mai 2019       | PSLV-CA          | Radar à synthèse d'ouverture en bande X                            | 615 kg  | 550 km × 558 km, 37.0°  | 2019-028A                                          | En service                                               |
| 29                  | Cartosat-3      |                 | 27 novembre 2019  | PSLV-XL          | Imageur avec résolution spatiale < 25 centimètres                  | 1625 kg | 500 km 97.5°            | 2019-081A                                          | En service                                               |
| 30                  | RISAT-2BR1 (en) |                 | 11 décembre 2019  | PSLV-QL          | Radar à synthèse d'ouverture en bande X                            | 628 kg  |                         | 2019-089F                                          | En service                                               |
| 31                  | RISAT-2BR2 (en) |                 | 7 novembre 2020   | PSLV-DL          | Radar à synthèse d'ouverture en bande X                            | 628 kg  |                         | 2020-081A                                          | En service                                               |
| Missions planifiées |                 |                 |                   |                  |                                                                    |         |                         |                                                    |                                                          |
|                     | Oceansat-3A     |                 | vers 2022         | PSLV             | Caméra multi-spectrale, caméra infrarouge thermique, scatteromètre |         |                         |                                                    |                                                          |
|                     | RISAT-1A (en)   |                 | vers 2022         | PSLV-XL          | Radar à synthèse d'ouverture en bande C                            | 1858 kg |                         |                                                    |                                                          |
|                     | RISAT-1B        |                 | vers 2022         | PSLV-XL          | Radar à synthèse d'ouverture en bande C                            | 1858 kg |                         |                                                    |                                                          |
|                     | Resourcesat-3S  |                 | vers 2021         | PSLV             | Imageur multi-spectral résolution de 1,25 m                        |         |                         |                                                    |                                                          |
|                     | Resourcesat-3   |                 | vers 2021         | PSLV             | Radiomètre imageur, Imageur                                        |         |                         |                                                    |                                                          |
|                     | Cartosat-3A     |                 | vers 2022         | PSLV-XL          | Imageur avec résolution spatiale < 25 centimètres                  | 1625 kg |                         |                                                    |                                                          |
|                     | Cartosat-3B     |                 | vers 2022         | PSLV-XL          | Imageur avec résolution spatiale < 25 centimètres                  | 1625 kg |                         |                                                    |                                                          |
|                     | Resourcesat-3A  |                 | vers 2022         | PSLV             | Radiomètre imageur, Imageur                                        |         |                         |                                                    |                                                          |
|                     | Resourcesat-3B  |                 | vers 2022         | PSLV             | Radiomètre imageur, Imageur                                        |         |                         |                                                    |                                                          |
|                     | Resourcesat-3SA |                 | A définir         | PSLV             | Imageur multi-spectral résolution de 1,25 m                        |         |                         |                                                    |                                                          |

## Satellites IRS programmés
Le lancement des satellites de télédétection suivants est planifié par l'ISRO, :
- Resourcesat-3 : Doit succéder à Resourcesat-2.
- Oceansat-3 : cet engin comporte un capteur infrarouge thermique, un imageur océanique à 12 canaux, un diffusomètre, et un radiomètre à microondes passif. Le capteur infrarouge et l'imageur océanique doivent être utilisés pour l'analyse des zones de pêche potentielles. Le satellite est principalement destiné à la biologie marine et aux applications concernant l'état de la mer. Il doit être lancé en 2012-2013.